# Déjà Vu II: Lost in Las Vegas
Déjà Vu II: Lost in Las Vegas ist ein 1988 für den Apple Macintosh entwickeltes Computerspiel.
Das Spiel war das vierte und letzte der nach dem Namen der verwendeten Entwicklungs-Engine als MacVenture-Adventures bezeichneten Spieleserie und wurde von seinem US-amerikanischen Entwickler ICOM Simulations in schneller Folge auf zahlreiche weitere Systeme portiert, darunter vor allem Atari ST, Amiga und DOS. Als Remake erschien es später auch für die Handheld-Konsole Game Boy Color und Windows Mobile.

## Handlung
Die Handlung dieses Point-and-Click-Adventures spielt, wie bereits in Déjà Vu: A Nightmare Comes True, in den Vereinigten Staaten der 1940er-Jahre. Theodore "Ace" Harding, ein ehemaliger Boxer, der jetzt als Privatdetektiv arbeitet, erwacht mit Kopfschmerzen aus einer Bewusstlosigkeit, diesmal in einem Zimmer des Las Vegas Lucky Dice Hotel and Casino. Schnell stellt sich heraus sich, dass Ace für den Gangsterboss Tony Malone eine Summe von $112.000 wiederfinden muss, die sich zuletzt im Besitz des zwischenzeitlich ermordeten Ganoven Joey Siegel befand. Sollte Ace das Geld nicht binnen einer Woche wiederbeschaffen, droht ihm die Ermordung. Bei seinen Versuchen, das Geld zu beschaffen, wird Ace von Stogie Martin überwacht, einem von Malones Schlägern.
Das Spiel zeigt ein Las Vegas, das sich stark an den Film Bugsy anlehnt. Über Zugverbindungen lassen sich einige Orte in Chicago noch einmal besuchen, die schon im ersten Teil eine Rolle gespielt hatten. Versucht Ace, den Zug nach Los Angeles oder St. Louis zu nehmen, wird er von Stogie gestellt und getötet. Auch wenn Ace diesmal nicht unter Drogeneinfluss steht, erlebt er weiterhin Erinnerungs-Flashbacks an bestimmten Orten oder auch bei Betrachtung von Fotos.
Wie auch bei anderen Adventures auf Basis der MacVenture-Engine gibt es ein Zeitlimit, an das der Spieler durch Stogie Martin immer wieder erinnert wird.

## Produktionsnotizen
Teil 2 erschien erst drei Jahre nach Veröffentlichung des ersten Teils. In der Zeit dazwischen brachte ICOM die beiden Adventures Uninvited (1986) und Shadowgate (1987) heraus. Die MacVenture-Engine blieb weitgehend unverändert. Über den Publisher Mindscape kam Déjà Vu II 1988 auf zwei 3,5″ Disketten, double-sided mit je 800 Kilobyte für den Apple Macintosh in den Handel. In den darauffolgenden Jahren folgten Portierungen auf weitere Systeme. 1999 wurde es auf einer gemeinsamen Cartridge mit dem Vorgänger als Déjà Vu I & II: The Casebooks of Ace Harding für den Game Boy Color veröffentlicht.
Spieler rechnen dem Spiel einen hohen Schwierigkeitsgrad zu. Die Logik erfordert häufiges Querdenken oder es erweisen sich Kenntnisse aus dem ersten Teil als hinderlich. So ist beispielsweise eine Feuerleiter zu verwenden, zu der es im ersten Teil stets die Meldung gegeben hatte, sie sei nicht erreichbar („too high“). Eine schwere Herausforderung ist vor allem die Schlussphase, in der unter Zeitdruck alle bis dahin im Spiel gesammelten Hinweise, deren Bedeutung nicht so leicht einzuschätzen ist, an die dafür passende Stelle platziert werden müssen.
Déjà Vu II war das letzte auf der MacVenture-Engine entwickelte Spiel. Im Januar 2015 veröffentlichte die Firma Zojoi, die 2012 von ehemaligen ICOM-Angestellten gegründet worden war, über die Plattform Steam eine Version des Spiels, die die Originalgrafiken enthält, aber auf moderner Hardware lauffähig ist.

## Rezeption
Die US-amerikanische Computer Gaming World bemängelte einen streng linearen Handlungsablauf sowie ein streckenweise unintuitives Bedienkonzept. Für bestimmte Tätigkeiten seien exakt vordefinierte Kombinationen aus Objekten und Verben vonnöten, die der Spieler nicht durch logisches Denken, sondern nur durch uninspiriertes Ausprobieren herausfinden könne, was den Spielfluss deutlich hindere. Die deutsche ASM kam zu einem positiveren Urteil. Redakteur Bernd Zimmermann sah ein „ausgefeiltes Game mit durchdachtem Konzept“ und gehobenem Schwierigkeitsgrad, dessen Grafik allerdings auf dem Stand des Vorgängerspiels sei und mit modernen Spielen nicht mithalten könne.